# Фёдоров, Иван Логинович
'Иван Логинович Фёдоров (29 января 1902, Цибулёво, Херсонская губерния — 2 февраля 1970, Минск) — советский военачальник, генерал-майор авиации (28.5.1943).

## Биография
Родился 29 января 1902 года в селе Цибулево, ныне в Кропивницком районе, Кировоградская область, Украина. Украинец.

### Военная служба
20 июня 1921 года добровольно вступил в РККА и был зачислен красноармейцем в лагерный сбор № 3. В августе направлен на учебу в 5-ю объединенную пехотную школу в город Харьков, которая затем была переименована в Объединенную военную школу червонных старшин. В сентябре 1924 года окончил ее и был назначен командиром взвода в 296-й стрелковый полк 99-й стрелковой дивизии УВО в городе Черкассы.
С сентября 1925 года находился на учебе сначала в Военно-теоретической школе ВВС РККА в городе Ленинград, а с мая 1926 года — в 1-й военной школе летчиков им. А. Ф. Мясникова в пгт Кача. В 1926 году вступил в ВКП(б). По окончании обучения в октябре 1927 года он был назначен в 43-ю авиаэскадрилью ВВС БВО в город Витебск, где проходил службу младшим летчиком, командиром звена и авиаотряда.
В ноябре 1932 года был зачислен слушателем КУНС при Военно-воздушной академии РККА им. профессора Н. Е. Жуковского, по окончании которых в мае 1933 года назначен командиром отряда 4-й авиаэскадрильи ВВС БВО в город Бобруйск. С июня 1933 года по май 1934 года временно командовал этой эскадрильей. С мая 1934 года там же командовал 91-м мотомеханизированным авиаотрядом. В октябре 1936 года майор Фёдоров назначается командиром 46-й авиаэскадрильи в городе Орша.
С марта 1936 года он зачислен слушателем Высших летно-тактических курсов ВВС РККА в городе Липецк, по их окончании в ноябре 1936 году назначен командиром 11-й скоростной бомбардировочной авиаэскадрильи ВВС БВО. 25 мая 1936 года за выдающиеся успехи в боевой и политической подготовке и безаварийность он был награжден орденом Ленина.
С ноября 1937 года вступил в командование 49-й скоростной бомбардировочной авиабригадой. Летом 1939 года, по договору между правительствами СССР и Латвии, бригада была введена в Прибалтику, где вошла в состав ВВС ограниченного контингента советских войск. Фёдоров командиром этой бригады принимал участие в Советско-финляндской войне 1939—1940 гг. Лично совершил 17 боевых вылетов, за что был награжден орденом Красного Знамени.
8 августа 1940 года полковник Фёдоров назначен командиром 6-й авиадивизии, входившей в состав ВВС вновь сформированного ПрибОВО.

### Великая Отечественная война
В начале войны в той же должности. Дивизия в составе ВВС Северо-Западного фронта участвовала в приграничном сражении, наносила бомбовые удары по военным объектам противника в городах Кенигсберг и Тильзит, его мотомеханизированным частям и резервам, прикрывала отход войск фронта к реке Западная Двина. В тяжелых условиях начального периода войны приходилось вести боевые действия в условиях подавляющего превосходства вражеской авиации, в результате части дивизии несли большие потери.
С начала августа 1941 года полковник Фёдоров временно исполнял должность командующего ВВС 48-й армии. Затем в том же месяце он был переведен командующим ВВС 34-й армии Северо-Западного фронта. Авиачасти армии осуществляли поддержку сухопутных войск в ходе оборонительных боев на новгородском направлении, при проведении фронтового контрудара под Сольцами, в сентябре — участвовали в отражении наступления противника на демянском направлении.
В октябре 1941 года Фёдоров назначается начальником 14-й военной школы летчиков. Однако по результатам проверки школы, проведенной в марте 1942 года, он был отстранен от должности за большую аварийность и назначен командиром 63-го бомбардировочного авиаполка ВВС ЗакВО в городе Кировабад.
В начале октября 1942 года полк убыл на Северо-Кавказский фронт, где Фёдоров через 10 дней (с 10 октября) был допущен к исполнению должности командира 132-й бомбардировочной авиадивизии. В составе 5-й воздушной армии Черноморской группы войск Закавказского фронта дивизия под его командованием участвовала в битве за Кавказ, Туапсинской оборонительной и Краснодарской наступательной операциях. В сентябре — октябре 1943 года её части в составе 4-й воздушной армии Северо-Кавказского фронта осуществляли поддержку сухопутных войск и сил Черноморского Флота в Новороссийско-Таманской наступательной операции, в ходе которой были освобождены города Новороссийск, Анапа, Темрюк. В апреле — мае 1944 года дивизия в составе 4-й отдельной воздушной армии осуществляла поддержку войск Отдельной Приморской армии в ходе освобождения Крыма, городов Севастополь и Керчь. За успешные боевые действия при освобождении Севастополя ей было присвоено наименование «Севастопольская».
По завершении Крымской наступательной операции дивизия была переброшена на 1-й Белорусский фронт, где в составе 6-й, затем 16-й воздушных армий участвовала в Бобруйской и Люблин-Брестской наступательных операциях, в освобождении городов Бобруйск и Любомль, осенью 1944 года входила в состав ВВС БВО.
В декабре 1944 года 132-я бомбардировочная авиационная Севастопольская дивизия вошла в 5-й бомбардировочный авиакорпус 4-й воздушной армии 2-го Белорусского фронта и принимала участие в Млавско-Эльбингской, Восточно-Померанской и Берлинской наступательных операциях.
В период с декабря 1941 года по май 1945 года Фёдоров лично совершил 51 боевой вылет на бомбардировку войск и объектов противника.
За время войны комдив Фёдоров был восемь раз персонально упомянут в благодарственных в приказах Верховного Главнокомандующего.

### Послевоенное время
После войны генерал-майор авиации Фёдоров продолжал командовать 132-й бомбардировочной авиадивизией. Произвел перевооружение и переучивание летчиков на самолёты Ту-2.
В октябре 1947 года назначен командиром 5-го гвардейского бомбардировочного авиакорпуса (с 1949 года — 66-го гвардейского бак) в составе 15-й воздушной армии.
С декабря 1951 года зачислен слушателем ВАК при Высшей военной академии им. К. Е. Ворошилова, по окончании которых с октября 1952 года был помощником командующего 26-й воздушной армией.
В мае 1957 года генерал-майор авиации Фёдоров уволен в запас.

## Награды
СССР
- два ордена Ленина (25.05.1936[3], 05.11.1946[4])
- четыре ордена Красного Знамени (21.03.1940[3], 22.06.1944[5], 03.11.1944[4], 19.11.1951[4])
- орден Суворова II степени (29.05.1945)[6]
- два ордена Кутузова II степени (30.08.1943[3], 23.07.1944[7])
- орден Отечественной войны I степени (30.10.1943)[3]
- орден Красной Звезды

медали в том числе:
- - «За оборону Кавказа»[8]
  - «За победу над Германией в Великой Отечественной войне 1941—1945 гг.»
  - «За взятие Кёнигсберга»

Приказы (благодарности) Верховного Главнокомандующего в которых отмечен И. Л. Фёдоров.
- За овладение штурмом крепостью и важнейшей военно-морской базой на Чёрном море городом Севастополь. 10 мая 1944 года № 111.
- За прорыв сильно укрепленной обороны немцев на южной границе Восточной Пруссии и овладение городами Найденбург, Танненберг, Едвабно и Аллендорф — важными опорными пунктами обороны немцев. 21 января 1945 года. № 239.
- За овладение городами Восточной Пруссии Остероде и Дейч-Эйлау — важными узлами коммуникаций и сильными опорными пунктами обороны немцев. 22 января 1945 года. № 244.
- За овладение городом Штольп — важным узлом железных и шоссейных дорог и мощным опорным пунктом обороны немцев в Северной Померании. 9 марта 1945 года. № 297.
- За форсирование восточного и западного Одера южнее Штеттина, прорыв сильно укрепленную оборону немцев на западном берегу Одера и овладение главным городом Померании и крупным морским портом Штеттин, а также занятие городов Гартц, Пенкун, Казеков, Шведт. 26 апреля 1945 года. № 344.
- За овладение городами и важными узлами дорог Анклам, Фридланд, Нойбранденбург, Лихен и вступили на территорию провинции Мекленбург. 29 апреля 1945 года. № 351.
- За овладение городом Свинемюнде — крупным портом и военно-морской базой немцев на Балтийском море. 5 мая 1945 года. № 362.
- За форсирование пролива Штральзундерфарвассер, захват на острове Рюген городов Берген, Гарц, Путбус, Засснитц и полное овладение островом Рюген. 6 мая 1945 года. № 363.

Других государств:
- орден «Крест Грюнвальда» (ПНР)
- медаль «За Одру, Нису и Балтику» (ПНР)